# 西田マサラ
西田 マサラ（にしだ まさら、1963年7月14日 - ）は、日本の作曲家、編曲家、音楽プロデューサー。

## 概要
主にテレビアニメの主題歌やBGMの作曲・編曲を担い、石川智晶のほとんどの楽曲の編曲を担当している。NHK『いないいないばあっ!』にも楽曲を提供。坂本龍一に師事、広末涼子、Cocco等のツアーにマニピュレーターとして参加。

## 主な作品

### 参加楽曲
- savage genius - 「夕暮れ、初恋。」、『PandoraHearts』エンディングテーマ「私をみつけて。」（編曲）
- 石川智晶 - ほぼ全楽曲の編曲
- 『機動戦士ガンダム』関連
  - 機動戦士ガンダムSEED DESTINY
    - アウル・ニーダ（森田成一） - 「Pale repetition」（編曲）
    - スティング・オークレー（諏訪部順一） - 「Eden of necessity」（編曲）

  - 機動戦士ガンダムSEED C.E.73 STARGAZER』
    - 根岸さとり - テーマ曲「STARGAZER 〜星の扉」（編曲）、「三日月のパズル 」（作曲）

  - 機動戦士ガンダム00
    - アレルヤ・ハプティズム（吉野裕行） - 「太陽」、「After image」（編曲）
    - マリナ・イスマイール（恒松あゆみ） - 「TOMORROW」（編曲）

  - 『機動戦士ガンダム MSイグルー2 重力戦線』
    - 横田はるな - 『1.あの死神を撃て!』主題歌「Mr.Lonely Heart」、C/W曲「屋根の上でワルツを」（共に編曲）
    - 柿島伸次 - 『2.陸の王者、前へ! 』主題歌「PLACES IN THE HEART」（編曲）
- シムーン
  - ロードレアモン（高橋美佳子） - 「翼の子守歌」（作曲・編曲）
- 能登麻美子 - 『地獄少女』エンディングテーマ「かりぬい」（作曲・編曲）、『地獄少女 二籠』エンディングテーマ「あいぞめ」（編曲）

### 劇伴音楽
- L/R -Licensed by Royal- - 音楽プロデューサーも兼任。
- あぃまぃみぃ!ストロベリー・エッグ[1]
  - 「Dearest」（オープニングテーマ）
    - 作詞・作曲：沢田聖子　編曲：西田マサラ　歌：三重野瞳

  - 「WHITE STATION」（エンディングテーマ）
    - 作詞：吉井怜　作曲・編曲：西田マサラ　歌：Ace File

- 神様ドォルズ[2] - 石川智晶との共作。
- かりん[3]
- こどものじかん - OVA（1～3期）ならびにTVシリーズ。
- シティーハンタースペシャル　グッド・バイ・マイ・スイート・ハート
- 逮捕しちゃうぞフルスロットル - 深澤秀行との共作。
  - 「1/2」（エンディングテーマ）
    - 作詞・作曲・歌：石川智晶　編曲：西田マサラ

  - 「BRIDGE」（挿入歌）
    - 作詞・歌：辻本祥子　作曲・編曲：西田マサラ

- ちょこッとSister
  - 「ねこにゃんダンス」（エンディングテーマ）
    - 作詞：井出安軌　作曲：西田マサラ　編曲：鈴木Daichi秀行　歌：ハレンチ☆パンチ

- 爆裂天使[4] - TVシリーズならびにOVA。